# Carl Theodor Giller
Carl Theodor Giller (auch: Karl) (* 11. Mai 1805 in Kassel; † 10. Oktober 1879 in Hanau) war ein kurhessischer und später preußischer Verwaltungsbeamter. Vom Herbst 1851 bis 18. Januar 1854 war er Landrat des Kreises Fulda und vom 19. Januar 1854 bis 31. März 1875 des Kreises Gelnhausen.
Er war ein guter Jurist, erfahrener Verwaltungsbeamter und Abgeordneter, aber auch ein Seemann, Soldat bei den Franzosen, der mit über 60 noch eine 38jährige vom Dorf heiratet.

## Herkunft und Familie
Giller wurde als Sohn des Justizbeamten und späteren Hofrats Christof Friedrich Giller und seiner Ehefrau Marie geb. Bretthauer in Kassel geboren. Er war drei Mal verwitwet und in vierter Ehe mit einer Gastwirtstochter, Marie Henriette Prinz (* 6. Oktober 1827 in Rothenbergen; † 16. Juni 1893 in Hanau) aus Rothenbergen (Gasthaus Faß) verheiratet.

## Ausbildung und Beruf
Giller nahm am 3. April 1822 an der kurhessischen Landes-Universität in Marburg ein Studium der Rechtswissenschaft auf, unterbrach dieses für einen Auslandsaufenthalt, setzte es aber bald fort und legte die juristische Staatsprüfung am 3. Oktober 1827 (mündlich: sehr gut; schriftlich: nicht ohne erhebliche Fehler) ab. Nach einer Praktikantenzeit am Landgericht Marburg wurde er am 20. Februar 1830 Amtsassessor in Frankenberg, Ende 1831 Justizbeamter im Justizamt Oberaula. Ab 1834 war er Justizbeamter in Burghaun und ab 1838 in Grebenstein. 1845 ging er als Landrichter nach Schmalkalden und im Juni 1850 als Justizbeamter nach Fulda.

### Landrat in Fulda
Nach Wiederherstellung der alten kurhessischen Verwaltungsgliederung wurde Giller im Herbst 1851 Landrat in Fulda.

### Landrat in Gelnhausen
Sein Antrag den Platz und die Funktion mit Landrat Wilhelm Schmidt in Gelnhausen zu tauschen, wurde zunächst abgelehnt, dann aber doch unter Beibehaltung des Jahresgehalts (1100 Taler) am 19. Januar 1854 mit Umzugskostenvergütung genehmigt. Giller war 21 Jahre Landrat in Gelnhausen. Während seiner Amtszeit kam Kurhessen infolge der Annexion 1866 an Preußen, der Kreis vergrößerte sich auf Grund des Friedensvertrages vom 22. August 1866 um den bayerischen Bezirk Orb, dieser blieb aber zunächst noch bis zum Inkrafttreten der neuen Kreisordnung ein besonderer Verwaltungsbezirk „ähnlich wie die Amtsbezirke im vormaligen Herzogtum Nassau ... als engere Verwaltungsbezirke bestehen...“ Es wurde für diesen Bezirk „ein dem betreffenden Landrathe untergeordneter Bezirksbeamter bestellt ..., der den Titel Amtmann führen soll, und dessen Kompetenz durch besondere Instruktion festzustellen ist“. Es galten zunächst auch noch die bayerischen Kommunalverfassungsgesetze fort. Auch unter dem Königreich Preußen blieb Giller Landrat bis 31. März 1875. Er ist dann altersgemäß in den Ruhestand versetzt worden und wohnte in Hanau.

## Abgeordneter
Ab 1867 war Giller Deputierter für den 13. Wahlbezirk (Kreise Gelnhausen und Schlüchtern) im Kommunallandtag des Regierungsbezirks Kassel. Für die Abwesenheit während der Sitzungsperioden musste er wiederholt vertreten werden. Von 1873 bis 1876 gehörte Giller der konservativen Fraktion des Provinziallandtags der preußischen Provinz Hessen-Nassau in Kassel an.

## Trivia
Giller fiel durch mindestens zwei ungewöhnliche „Aktionen“ bei seinen Vorgesetzten auf: Einmal verließ er bereits nach 18 Monaten die Universität und heuerte in Hamburg als Seemann an; bis nach Brest gekommen, trat er in ein französisches Regiment ein und sollte mit seiner Einheit in Guadeloupe eingesetzt werden. Es gelang Giller sich von seinen Verpflichtungen zu lösen und auf abenteuerliche Weise in seine Heimat zurückzukehren. Man genehmigte seine erneute Immatrikulation und er studierte zügig bis zum ersten Staatsexamen. Zum anderen war es seine vierte Ehe, die bei seinen Vorgesetzten als nicht standesgemäß auffiel. Die (preußischen) Aufsichtsbehörden nahmen zur Kenntnis, dass ein über 60-jähriger Landrat eine 38-jährige Gastwirtstochter vom Dorf geheiratet hatte. Der Oberpräsident in Kassel unterrichtete das Innenministerium in Berlin, dass bei einer Besetzung der Stelle mit dem Nachfolger darauf geachtet werden müsse, dass dieser „neben seiner Qualifikation als Verwaltungsbeamter standesgemäß verheiratet ist und sich in der Lage befindet, mit den Standesherren im Kreise Gelnhausen (den Grafen zu Ysenburg-Büdingen-Meerholz und den Fürsten zu Ysenburg-Büdingen-Wächtersbach), zu verkehren.“

## Auszeichnungen
- Roter Adlerorden 4. Klasse
- Medaille 1870/71 für Pflichttreue im Krieg